# Kunsthonig

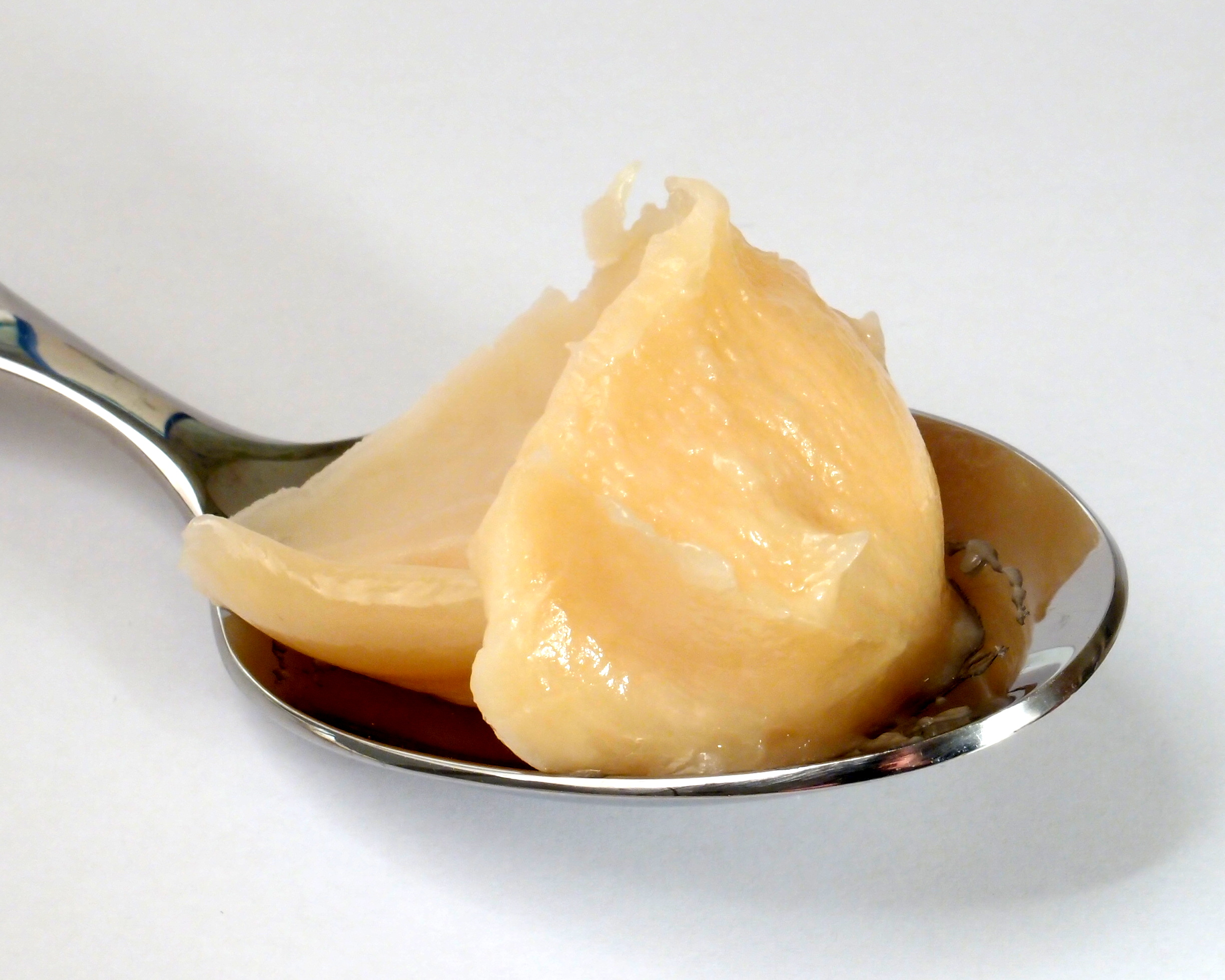
Feste Invertzuckercreme

Kunsthonig oder Invertzuckercreme ist eine zähflüssige bis feste, aromatisierte Masse aus invertierter Saccharose, die so ähnlich aussieht und schmeckt wie Bienenhonig und als ein (heutzutage allerdings unbedeutendes) Ersatzprodukt für echten Honig als Brotaufstrich und zur Herstellung von Lebkuchen und anderen Backwaren dient. Im Warenverkehr war die Bezeichnung „Kunsthonig“ in der Bundesrepublik Deutschland bis Ende 1977 durch Rechtsverordnung vorgeschrieben, ist seitdem jedoch unzulässig – stattdessen wird in der Produktkennzeichnung der Ausdruck „Invertzuckercreme“ verwendet.

## Herstellung

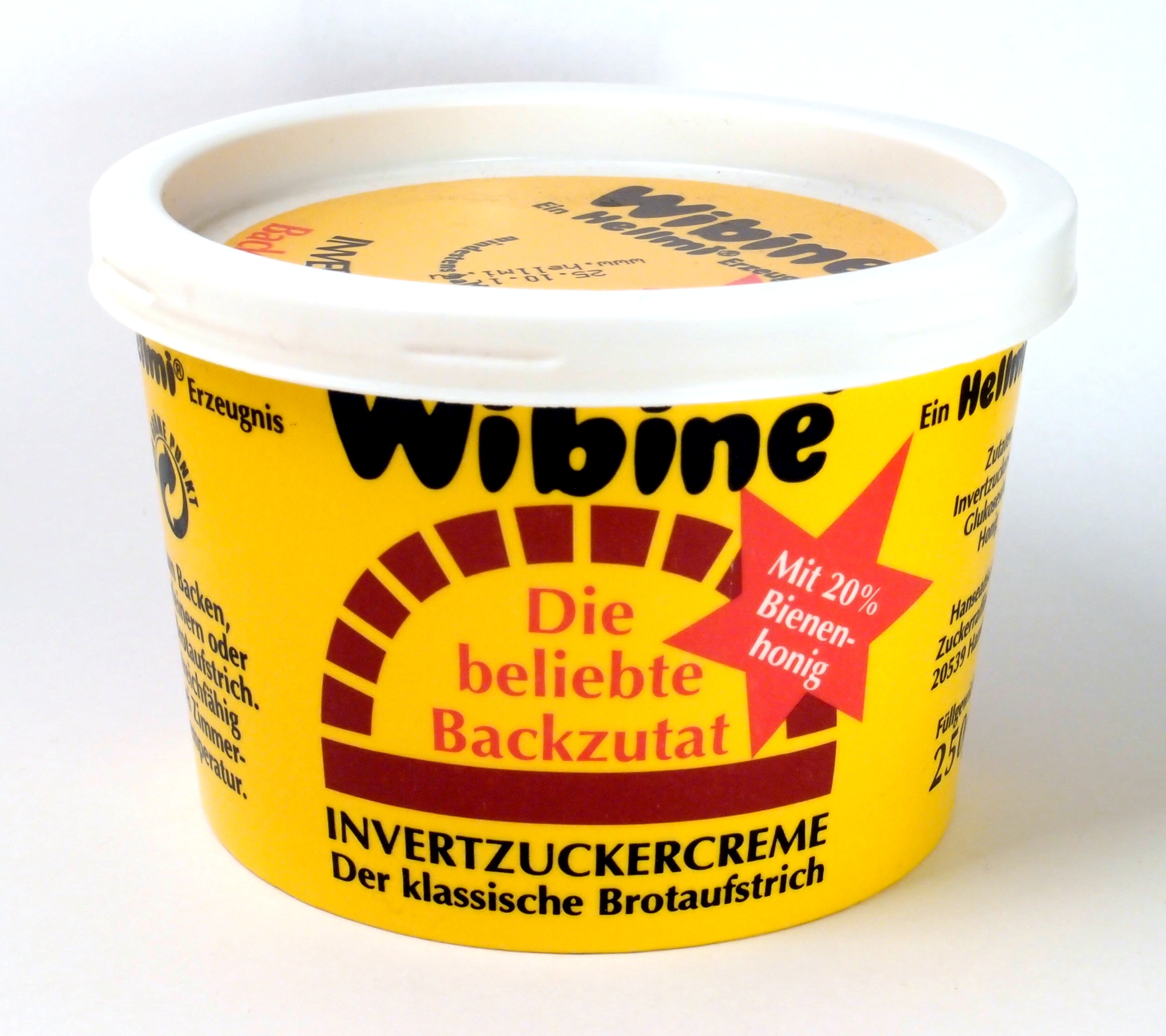
Kunsthonig im deutschen Einzelhandel (2014): Produktbezeichnung „Invertzuckercreme“, Empfehlung als Brotaufstrich und Backzutat, Hinweis auf den Honigzusatz als Prozentangabe in direkter Nähe zur Bezeichnung, dezente Anspielung auf Bienen im Markennamen

Zur Herstellung von Invertzuckercreme wird etwa 75-prozentige Saccharose-Lösung mehr oder minder stark zu Invertzucker aufgespalten, und zwar meistens säurehydrolytisch mit Hilfe von Salz-, Schwefel-, Phosphor-, Kohlen-, Ameisen-, Milch-, Wein- oder Zitronensäure. Die jeweils verwendete Säure wird anschließend neutralisiert, zum Beispiel mit Natriumcarbonat oder Natriumhydrogencarbonat. Anstelle der Säurehydrolyse erfolgt die Aufspaltung seltener auch mit Hilfe des Enzyms Invertase. Soll feste Invertzuckercreme entstehen, kann die Kristallisation gefördert werden, indem man bereits erstarrte Creme aus früherer Produktion zugibt. Soll dagegen flüssige Creme hergestellt werden, gibt man bis zu 20 % Stärkesirup dazu, um die Kristallisation zu verhindern. Zur Aromatisierung nimmt man Aromastoffe oder setzt echten Bienenhonig zu; Aromaträger sind Phenylessigsäureethylester, Diacetyl u. a.
Aufgrund des Herstellungsverfahrens enthält Invertzuckercreme normalerweise einen nachweisbaren Anteil Hydroxymethylfurfural (HMF). Dies ist in echtem Honig nur in sehr geringer Menge enthalten (weniger als 0,002 % – außer bei altem oder wärmegeschädigtem Honig) und dient daher als Indikator für Kunsthonig bei der Lebensmitteluntersuchung. Sollte der HMF-Anteil in der fertigen Invertzuckercreme unter der Nachweisgrenze liegen, so muss ausreichend HMF zugesetzt werden, um eine Nachweisbarkeit des Ersatzproduktes zu gewährleisten.

## Zusammensetzung
Invertzuckercreme enthält neben Invertzucker noch verbliebene Saccharose, Wasser und Ascheanteile sowie, wenn sie zugegeben wurden, Stärkesirup und andere Stärkeverzuckerungserzeugnisse. Nach Aufhebung der Kunsthonigverordnung zum Ende des Jahres 1977 gibt es keine rechtsverbindlichen Vorschriften mehr, welche ausdrücklich die Höchst- und Mindestmengen dieser Anteile regeln. Der Bund für Lebensmittelrecht und Lebensmittelkunde hat darum im August 1979 die „Richtlinie für Invertzuckercreme“ veröffentlicht, die den Anspruch hat, die Verkehrsauffassung der Lebensmittelwirtschaft wiederzugeben. Demnach lauten die Anforderungen wie folgt.
| Bestandteil                    | Anforderung        |
| ------------------------------ | ------------------ |
| Invertzucker                   | min. 50,0 % i. Tr. |
| Saccharose                     | max. 38,5 % i. Tr. |
| Stärkeverzuckerungserzeugnisse | max. 38,5 % i. Tr. |
| Aschegehalt                    | max. 0,5 % i. Tr.  |
| Wasser                         | max. 22,0 %        |
| pH-Wert                        | ≥ 2,5              |

## Rechtliche Vorschriften

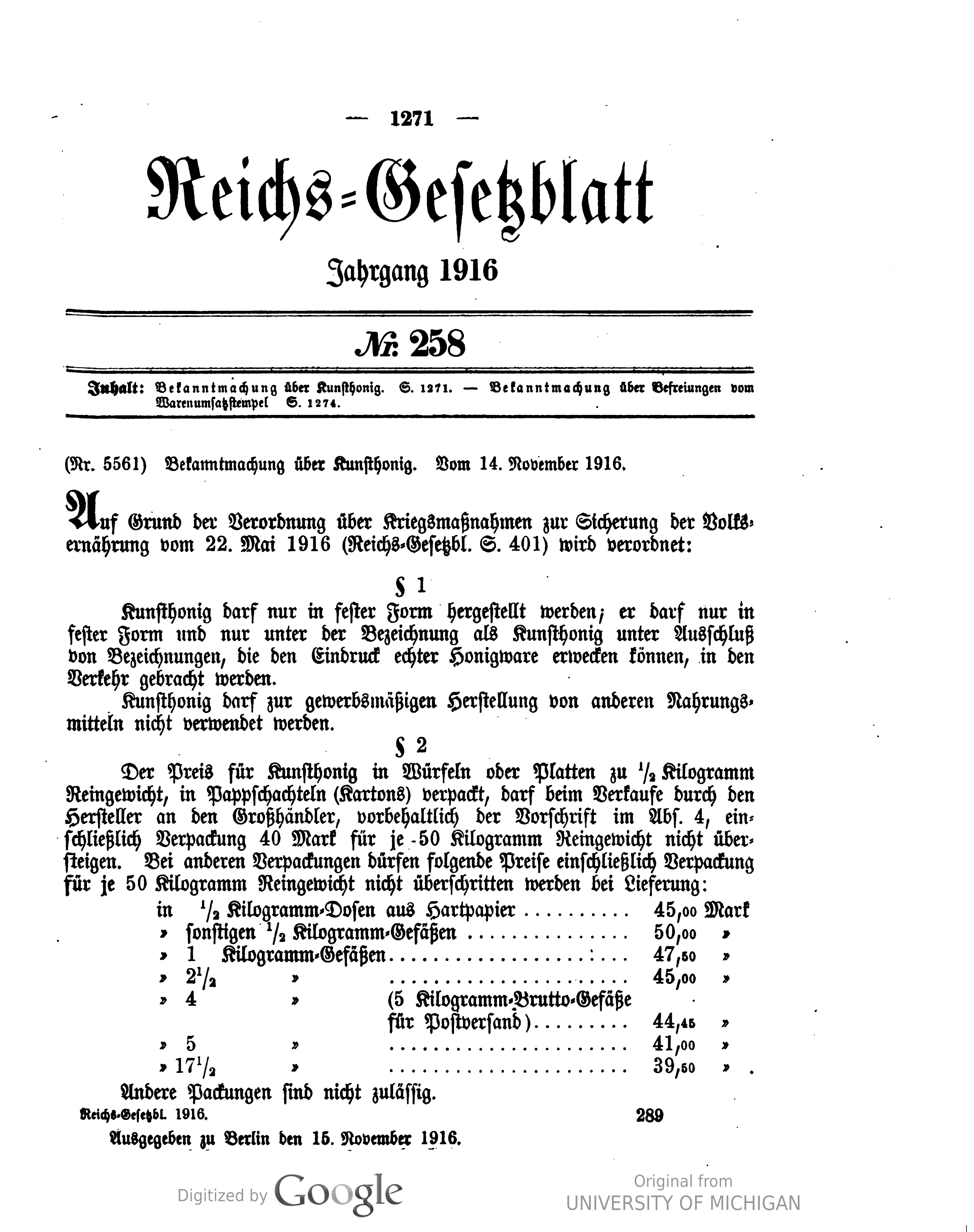
Bekanntmachung über Kunsthonig vom 14. November 1916 im Deutschen Reichsgesetzblatt.

In Deutschland legte die Verordnung über Kunsthonig 1930 rechtsverbindliche Vorschriften über Zusammensetzung und Kennzeichnung von Kunsthonig fest. Die Verordnung sah detaillierte Beschränkungen bei der Bezeichnung und Aufmachung der Produkte vor, um jede Verwechslung mit echtem Honig zu verhindern: Die Bezeichnung durfte das Wort „Honig“ nur in der Zusammensetzung „Kunsthonig“ enthalten, ein Hinweis auf den Zusatz von Honig musste im unmittelbaren Zusammenhang mit dieser Bezeichnung und zahlenmäßiger Angabe des Honiganteils erfolgen, jegliche Erwähnung von „Bienen, bienenähnlichen Insekten, Bienenzucht oder Honiggewinnung“ in Wort und Bild waren auf Verpackungen, in der Werbung usw. verboten.
Die Kunsthonigverordnung blieb jahrzehntelang in Kraft. 1974 erließ der EG-Ministerrat eine Richtlinie zur Harmonisierung des europäischen Honigrechts, welche die Bezeichnung „Honig“ ausschließlich für echten Honig zuließ und der Bundesrepublik Deutschland auferlegte, die Rechtmäßigkeit der Bezeichnung „Kunsthonig“ innerhalb einer Frist von 5 Jahren abzuschaffen (dasselbe galt für das Wort „Kunsthonning“ in Dänemark). Deutschland wandte die EG-Richtlinie mit der Honigverordnung zum 1. Januar 1977 an, nahm jedoch Kunsthonig im Sinne der Verordnung von 1930 zunächst ausdrücklich davon aus. Diese wurde dann zum 31. Dezember 1977 abgeschafft, für die Lebensmittelwirtschaft galt jedoch eine Übergangsfrist bis Ende 1979.
Anstelle der staatlichen Verordnungen trat die Richtlinie für Invertzuckercreme des Bundes für Lebensmittelrecht und Lebensmittelkunde, die in Abstimmung mit betroffenen Industrieverbänden erarbeitet und nach ausdrücklicher Zustimmung des Arbeitskreises lebensmittelchemischer Sachverständiger der Länder und des Bundesgesundheitsamtes im August 1979 verabschiedet und in der Schriftenreihe des BLL veröffentlicht wurde. Die Richtlinie enthält die bereits genannten Anforderungen an die Zusammensetzung, darüber hinaus verlangt sie auch, dass auf den Zusatz von echtem Honig nur dann hingewiesen wird, wenn dieser mindestens einen Anteil von 10 % des fertigen Produktes ausmacht, und auch das nur als Prozentangabe in unmittelbarem Zusammenhang mit der Produktbezeichnung. Ein Verbot von Bienenabbildungen oder ähnliches enthält die Richtlinie dagegen nicht.

## Geschichte

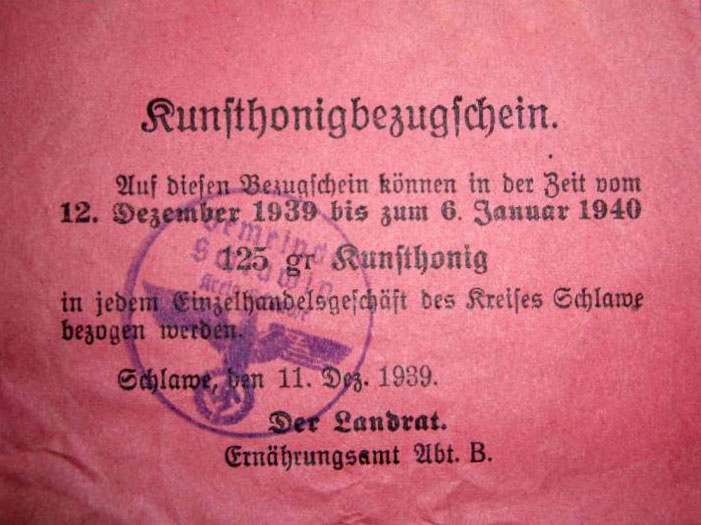
Bezugsschein für Kunsthonig aus der Zeit des Zweiten Weltkriegs

Kunsthonig ist ein Produkt der industriellen Zuckerfabrikation, die im 19. Jahrhundert entstand. Bereits 1880 war in der Schweiz Kunsthonig erhältlich, bei dem es sich allerdings nicht um Invertzuckercreme handelte, sondern um Glukosesirup oder Mischungen von Glukosesirup und Bienenhonig, die als „Tafelhonig“ oder „Schweizerhonig“ angeboten wurden. Solche Namen riefen alsbald den Protest der Schweizer Imker hervor, die beispielsweise 1886 erreichten, dass im Kanton Graubünden ein Verbot gegen jegliche Bezeichnungen erging, die das Wort „Honig“ enthielten. Dagegen brachte etwa zur gleichen Zeit die Firma Lyle in England ein honigähnliches Produkt aus invertierter Saccharose auf den Markt (wohl der bis heute produzierte „Lyle’s Golden Syrup“), das zwar nicht den Geschmack von Honig hatte, aber ihm in seiner chemischen Zusammensetzung schon nahekam.
Anfang des 20. Jahrhunderts war aromatisierter Kunsthonig auf Invertzuckerbasis mit Honigzusatz dann bereits weit verbreitet, 1907 wird für Preußen eine Jahresproduktion von 2.800 Tonnen angegeben (bei einer Honigproduktion von 20.000 Tonnen).
In der DDR wurde Kunsthonig mit einem Gehalt von 10 % Bienenhonig in Gläsern à 500 g noch bis 1990 zum Preis von 1,10 M verkauft.